# Chaetilia paucidens
Chaetilia paucidens är en kräftdjursart som beskrevs av Menzies 1962. Chaetilia paucidens ingår i släktet Chaetilia och familjen Chaetiliidae. Inga underarter finns listade i Catalogue of Life.